# فرافکنی
برون‌فِکنی یا فرافِکنی یا فرازافکنی یا سوی‌افکنی یعنی نسبت دادن اعمال، عیب‌ها و امیال ناپسند خود به دیگران که در واقع سازوکاری پدافندی به‌شمار می‌آید. زیگموند فروید نخستین کسی بود که این مبحث را در روان‌شناسی مطرح کرد. آلفرد آدلر شاگرد فروید و از جمله اولین منتقدان این نظر است.
«فرافکنی در معنای واژه‌ای آن، بر پرتاب کردن رو به بیرون یا رو به جلو دلالت دارد و به فرایند یا اسلوبی اشاره دارد که افراد به مدد آن، ایده‌ها، تصویرها و امیال را بر محیط بیرونی‌شان تحمیل می‌کنند. این بیرونی‌سازی مشتمل است بر دریافت (ادراک) فعالیت عقلی، دریافت تصویرها و نشانه‌ها به عنوان واقعیت (مثلاً در رؤیا و خیالات) یا مکان‌یابی انگیزه‌ها و امیال موجود در درون «خود» (ایگو) در محدوده عین‌ها (اُبژه)، مردم یا رویدادهای دیگر»
اصطلاح فرافکنی در روان‌کاوی کاربرد دارد؛ در آن فرافکنی یکی از ساز و کارهای پدافندی (دفاعی) در برابر نگرانی به‌شمار می‌رود. در این معنی خواسته‌ها و انگیزه‌های ناپذیرفتنی که بازشناخت آن‌ها در «خود»، ممکن است موجب ناراحتی شود، به دیگران نسبت داده می‌شود.
«این وسیله پدافندی به‌طور کامل در جهت عکس درون‌فکنی می‌باشد و اساس آن از این قرار است که فرد می‌کوشد تا تمایلات نامناسب و ناپسند خویش را به دیگران نسبت دهد و در نتیجه خود را عاری از هرگونه عیب و نقص بداند و خود را از احساس گناه، برهاند. با این وسیله پدافندی، فرد در مورد دیگران با مقیاس خویش قضاوت می‌کند.
فرافکنی یعنی انگشت اتهام به سوی دیگران گرفتن. فرافکنی عبارت است از تمایل به نسبت دادن آنچه در درون می‌گذرد به دیگران یا به محیط. فرافکنی فرد را در مقابل یک نوع اضطراب حفظ می‌کند: اضطرابی که در اثر اعتراف به کاستی‌ها و نقص‌ها ممکن است به وجود آید. کسی که فرامی‌فکند معمولاً احساسات، نقص‌ها، یا آرزوهای غیرقابل قبول خود را در دیگران می‌بیند. فرافکنی، با برجسته کردن و اغراق‌آمیز کردن صفات شخصیتی منفی در دیگران، از اضطراب می‌کاهد. فروشنده‌ای که خودش را مسیحی بسیار مؤمنی می‌داند که جامعه روی او حساب می‌کند، ولی او فرد به شدت طمعکار است و سر مشتریان کلاه می‌گذارد، بر این باور است که همهٔ مشتریانی که وارد مغازه می‌شوند می‌خواهند هر طور که شده سر او کلاه بگذارند. مسلم است که اکثریت مطلق مشتریان چنین قصدی ندارند، و او در واقع، حرص و دغل کاری خود را به آنان فرامی‌فکند. دانشجویی که در امتحان شفاهی رد می‌شود می‌گوید که استاد امتحان گیرنده ضعیف بوده‌است. پرستاری که در انجام وظایف خود خوب عمل نمی‌کند می‌گوید که سایر پرستاران به بیماران خوب رسیدگی نمی‌کنند. جراحی که عملش موفقیت‌آمیز نیست با اصرار می‌گوید که کمک جراح و سرپرستار به وظایفشان خوب عمل نکرده‌اند. کسی که کمبود جنسی دارد، رفتار دوستانه و عادی دیگران را نوعی "دعوت" محسوب می‌کند. این نوع افراد وقتی به فروشگاهی می‌روند و فروشنده به آن‌ها لبخند می‌زند، فکر می‌کنند که وی از آن‌ها "خوشش آمده‌است". فردی که به همسرش خیانت می‌کند ممکن است دائم به او تهمت خیانتکاری بزند. زنی که از دست شوهر خود عصبانی است ممکن است با گفتن " چرا از دست من این همه عصبانی هستی؟" در واقع عصبانیت خودش را توجیه کند. نوعی شدید از فرافکنی ممکن است به رفتار خصمانه یا حتی پرخاشگری منجر شود مخصوصاً هنگامی که فرد احساس می‌کند یک نفر دیگر باعث و بانی احساسات منفی اوست. برای مثال، بیمار بسیار چاقی که چند کیلو چاق تر شده‌است ممکن است پرستار خود را مقصر بداند و بگوید که او ترازو را دستکاری کرده‌است تا او را چاق تر نشان دهد. آزمونهای فرافکنی با ارائهٔ محرک‌ها یا سوالات خنثی یا مبهم و دریافت پاسخ از مراجع، آن پاسخ‌ها را به عنوان فرافکنی تحلیل می‌کنند.

## فرافکنی ناآگاهانه
فرافکنی ناآگاهانه، عدم آگاهی از این است که اظهارات شخص تا اندازه‌ای اظهاراتی راجع به خود است. اساسا ما همیشه درباره خودمان صحبت می‌کنیم. یک مثال این جمله است که: «اتاق گرم است». این جمله‌ای درباره اتاق است اما در عین حال جمله‌ای است درباره سیستم عصبی شخصی که جمله را می‌سازد.  خیلی از افراد ممکن است هنگام گفتن اینکه چیزی «سرد» یا «گرم» است از فرافکنی خود آگاه باشند اما به نظر می‌رسد افراد هنگام گفتن جمله‌ای مثل «شی‌ء هنری زشت» کمتر آگاه باشند که جمله آنها درباره خودشان است.